# 蒂托
蒂托（義大利語：Tito），是意大利波坦察省的一个市镇。总面积70平方公里，人口7144人，人口密度102.1人/平方公里（2009年）。ISTAT代码为076089。